# مراد سوم

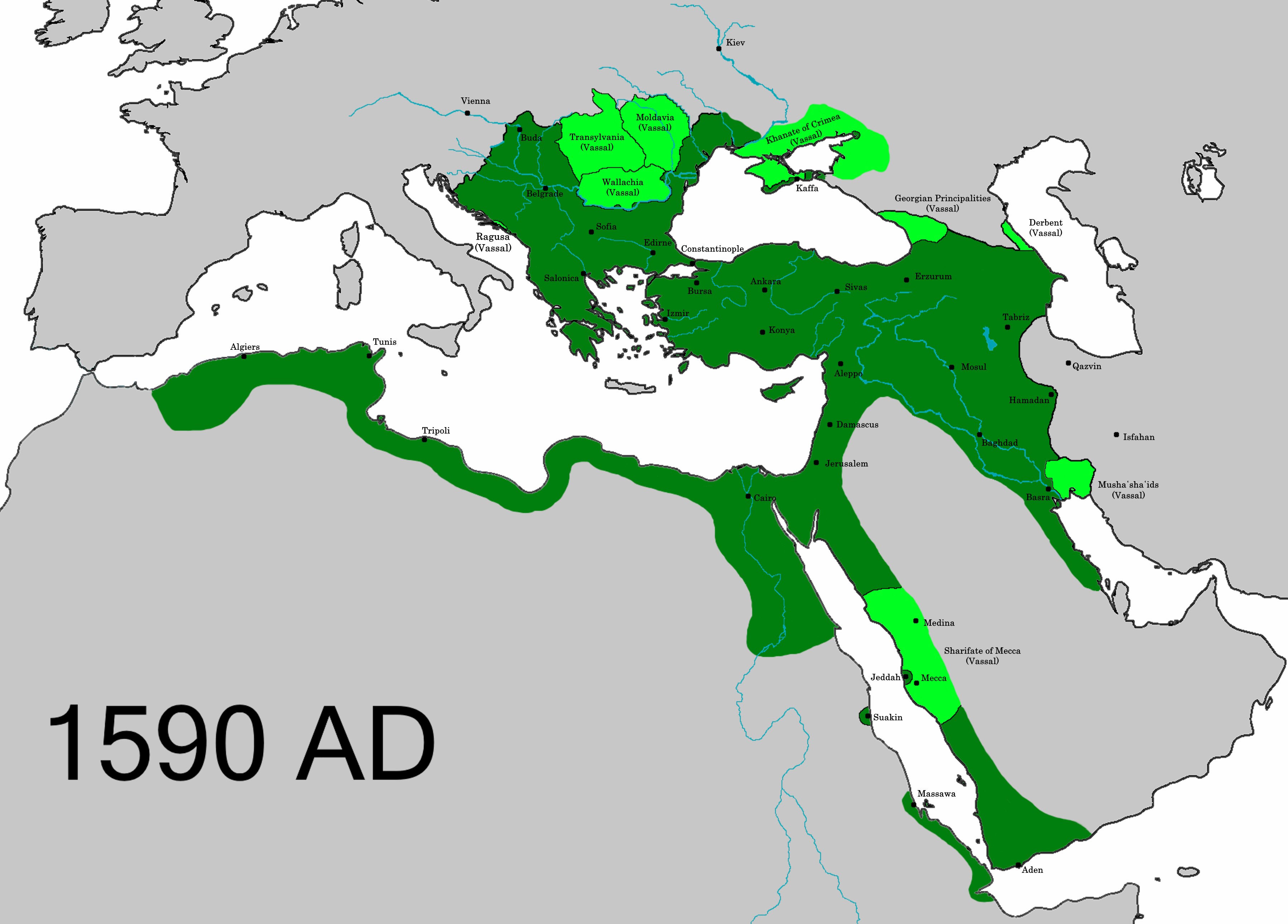
گستره امپراتوری عثمانی در دوره مراد سوم به بیشترین حد خود در خاورمیانه رسیده بود.

مراد سوم (زادهٔ ۴ ژوئیهٔ ۱۵۴۶ – درگذشته در ۱۶/۱۷ ژانویهٔ ۱۵۹۵ میلادی) دوازدهمین سلطان امپراتوری عثمانی بود که پس از پدرش، سلیم دوم، به خلافت رسید و روی هم رفته ۲۱ سال سلطنت کرد. طول دوره حکمرانی مراد آغاز اوج نفوذ اقتدارگرانه زنان قدرتمند دربارش شامل مادرش نوربانو سلطان و همسرش صفیه سلطان می شد که مشهور به سلطنت زنان شد. او بر اثر ابتلا به بیماری فلج عضلات فوت کرد.
جنگ‌های طولانی و طاقت‌فرسای ایران صفوی و عثمانی (بین سال‌های ۱۵۷۸ تا ۱۵۹۰) در زمان مراد سوم اتفاق افتاد.

## دوران شاهزادگی
سلطان مراد سوم پسر ارشد سلیم دوم از نوربانو سلطان بود و در سال ۱۵۴۶ در مانیسا متولد شد. او آموزش‌های و تعلیمات خوبی در دوران شاهزادگی فرا گرفته و به فارسی و عربی تسلط کامل پیدا کردبود. در سال ۱۵۵۸ مراد توسط پدر بزرگش سلطان سلیمان قانونی به فرماندهی آلاشهیر برگماشته شد و این امر قدرت و نفوذ پدر و مادرش را افزایش داد، و در دوران پادشاهی پدرش سمتش تغییر کرده و به فرماندهی مانیسا برگماشته شد ولی مادرش نوربانو سلطان به عنوان همسر عقدی پدرش در پایتخت ماند تا قدرت خود را بر خانه سلطنتی و نفوذ خودش را بر دربار تثبیت کند، همان طور که خرم سلطان این کار را کرد. او در سال ۱۵۷۴ با فوت پدرش، سلیم دوم، با دستوری پنهانی از سوی مادرش از مانیسا به طرف استانبول حرکت کرد و مراسم تاجگذاری خود را آغاز نمود و بر تخت سلطنت امپراتوری عثمانی نشست وی با کمک مادرش به سلطنت رسید و مادرش قبل از این که پسرش از مانیسا بیاید مقدمات بر تخت نشستن مراد را فراهم کرد.

## حکومت
مراد از ۱۵۷۴ تا زمان مرگش در سال ۱۵۹۵ میلادی سلطنت کرد. در زمان سلطنت مراد سوم زنان خانواده وی در امور سیاست‌های دربار عثمانی نفوذ بزرگی پیدا کرده و دخالت‌های فراوانی در بسیاری از تصمیمات امپراتوری می کردند، اما در این میان، مادر وی نوربانو سلطان نفوذ بسیار قدرتمندتر و بیشتری به طور عمده در تمامی کنترل اوضاع داشت و سلطان مراد در اداره امور به حرف او گوش می کرد، همچنین در طول اوایل حکومت خود جنگ قدرت بین مادر و همسرش برای کنترل کردن سلطان و تنها شدن در مقام سلطانا (مقام عالیرتبه زنان خانواده عثمانی) بود، نوربانو سلطان همسر مراد صفیه سلطان را متهم به جادو برای بی علاقگی مراد به زنان دیگر کرد و این اتهام صفیه را تا زمانی که نوربانو زنده بود از چشم سلطان انداخت، اما با مرگ نوربانو، صفیه دوباره مورد علاقه شدید سلطان و به عنوان اولین زن امپرتوری قدرت را در دست گرفت و بیشترین حد نفوذ را برای امور دولت و نظامی در مراد داشت. در زمان سلطنت مراد، سپاهیان مسلمان در شمال آفریقا پیش روی کردند. مراد سوم، فز را فتح کرد و حکومت آن را به سرداری از مراکش به نام احمد منصور سپرد. جنگ با صفویان در ایران در دورهٔ سلطنت مراد سوم تداوم یافت. سپاهیان سلطان مراد پیشروی خود را از طریق اردهان آغاز کردند و با تسخیر آخیسکا و تفلیس پایان دادند. مراد سوم در استانبول درگذشت و در همان شهر دفن شد.
سلطان مراد سوم، امتیازات قنسولی را با فرانسه و ونیز تجدید کرد و سقولو پاشا (سوکولو پاشا)، صدراعظم، را مأمور اجرای آن ساخت. وی بر بندهای معاهدهٔ دولت خود با فرانسه و ونیز مسائلی را افزود؛ ازجمله آن‌که سفیر فرانسه در مراسم‌های مختلف، مقدم بر دیگران است. همچنین، کشتی‌های اروپایی ـ به‌استثنای ونیز ـ اجازه یافتند تا زیر پرچم فرانسه به سواحل عثمانی وارد شوند. مدتی بعد، انگلیس نیز تمام امتیازات تجاری فرانسه را به‌دست‌آورد.

## خانواده

### همسران
- صفیه سلطان، [همسر عقدی] و رسمی مراد سوم و والده سلطان محمد سوم بود.

- شمس‌رخسار خاتون

- شاه‌خوبان خاتون
- نازپرور خاتون؛[۵]

### پسران
- محمد سوم (تولد ۲۶ می ۱۵۶۶ مانیسا – درگذشته ۲۰ دسامبر ۱۶۰۳ در مقبره محمد سوم در ایاصوفیا دفن شد) پسر صفیه سلطان؛
- شاهزاده محمود (تولد ۱۵۶۸ مانیسا – درگذشته ۱۵۸۲ استانبول در مقبره سلیم دوم در ایاصوفیا دفن شد) پسر صفیه سلطان؛
- شاهزاده عثمان (اعدام ۲۸ ژانویه ۱۵۹۵ در مقبره مراد سوم در ایا صوفیا دفن شد)
- شاهزاده مصطفی (اعدام ۲۸ ژانویه ۱۵۹۵ در مقبره مراد سوم در ایا صوفیا دفن شد)
- شاهزاده سلیم (اعدام ۲۸ ژانویه ۱۵۹۵ در مقبره مراد سوم در ایا صوفیا دفن شد)
- شاهزاده سلیمان (اعدام ۲۸ ژانویه ۱۵۹۵ در مقبره مراد سوم در ایا صوفیا دفن شد)
- شاهزاده بایزید (اعدام ۲۸ ژانویه ۱۵۹۵ در مقبره مراد سوم در ایا صوفیا دفن شد)
- شاهزاده جهانگیر (اعدام ۲۸ ژانویه ۱۵۹۵ در مقبره مراد سوم در ایا صوفیا دفن شد)
- شاهزاده عبدالله (اعدام ۲۸ ژانویه ۱۵۹۵ در مقبره مراد سوم در ایا صوفیا دفن شد)
- شاهزاده حسن (اعدام ۲۸ ژانویه ۱۵۹۸ در مقبره مراد سوم در ایا صوفیا دفن شد)
- شاهزاده احمد (اعدام ۲۸ ژانویه ۱۵۹۵ در مقبره مراد سوم در ایا صوفیا دفن شد)
- شاهزاده حسین (اعدام ۲۸ ژانویه ۱۵۹۵ در مقبره مراد سوم در ایا صوفیا دفن شد)
- شاهزاده علی (اعدام ۲۸ ژانویه ۱۵۹۵ در مقبره مراد سوم در ایا صوفیا دفن شد)
- شاهزاده یوسف (اعدام ۲۸ ژانویه ۱۵۹۵ در مقبره مراد سوم در ایا صوفیا دفن شد)
- شاهزاده کورکود (اعدام ۲۸ ژانویه ۱۵۹۵ در مقبره مراد سوم در ایا صوفیا دفن شد)
- شاهزاده عمر (اعدام ۲۸ ژانویه ۱۵۹۵ در مقبره مراد سوم در ایا صوفیا دفن شد)
- شاهزاده داوود (اعدام ۲۸ ژانویه ۱۵۹۵ در مقبره مراد سوم در ایا صوفیا دفن شد)
- شاهزاده عالمشاه (اعدام ۲۸ ژانویه ۱۵۹۵ در مقبره مراد سوم در ایا صوفیا دفن شد)
- شاهزاده ابراهیم (اعدام ۲۸ ژانویه ۱۵۹۵ در مقبره مراد سوم در ایا صوفیا دفن شد)
- شاهزاده موسی (اعدام ۲۸ ژانویه ۱۵۹۵ در مقبره مراد سوم در ایا صوفیا دفن شد)
- شاهزاده اسحاق (اعدام ۲۸ ژانویه ۱۵۹۵ در مقبره مراد سوم در ایا صوفیا دفن شد)
- شاهزاده یعقوب (اعدام ۲۸ ژانویه ۱۵۹۵ در مقبره مراد سوم در ایا صوفیا دفن شد)

### دختران
- عایشه سلطان (تولد ۱۵۷۰ مانیسا–درگذشته ۱۵ می ۱۶۰۵ استانبول  در مقبره محمد سوم در ایاصوفیا دفن شد) دختر صفیه سلطان؛
- فاطمه سلطان (تولد ۱۵۷۵ استانبول  – درگذشته ۱۶۲۰ استانبول در مقبره مراد سوم در ایاصوفیا دفن شد) دختر صفیه سلطان؛
- خدیجه سلطان (در مسجد شاهزاده دفن شد) دختر صفیه سلطان در سال ۱۵۹۷ با داماد لالا محمد پاشا ازدواج کرد.
- فخریه سلطان (در مقبره مراد سوم در ایا صوفیا دفن شد) در سال ۱۶۱۳ با داماد بایرام پاشا ازدواج کرد؛
- رقیه سلطان (در مقبره مراد سوم در ایا صوفیا دفن شد) در سال ۱۶۱۳ با داماد نقاش حسن پاشا ازدواج کرد؛
- مهربان سلطان (در مقبره مراد سوم در ایا صوفیا دفن شد) در سال ۱۶۱۳ با توپال محمد پاشا ازدواج کرد.
- فتحیه سلطان (در مقبره مراد سوم در ایا صوفیه دفن شد) در سال ۱۶۱۳ با داماد احمد پاشا ازدواج کرد؛
- مهرماه سلطان (در مقبره مراد سوم در ایا صوفیا دفن شد) در سال ۱۶۱۳ با داماد داوود پاشا ازدواج کرد.

## نگارخانه

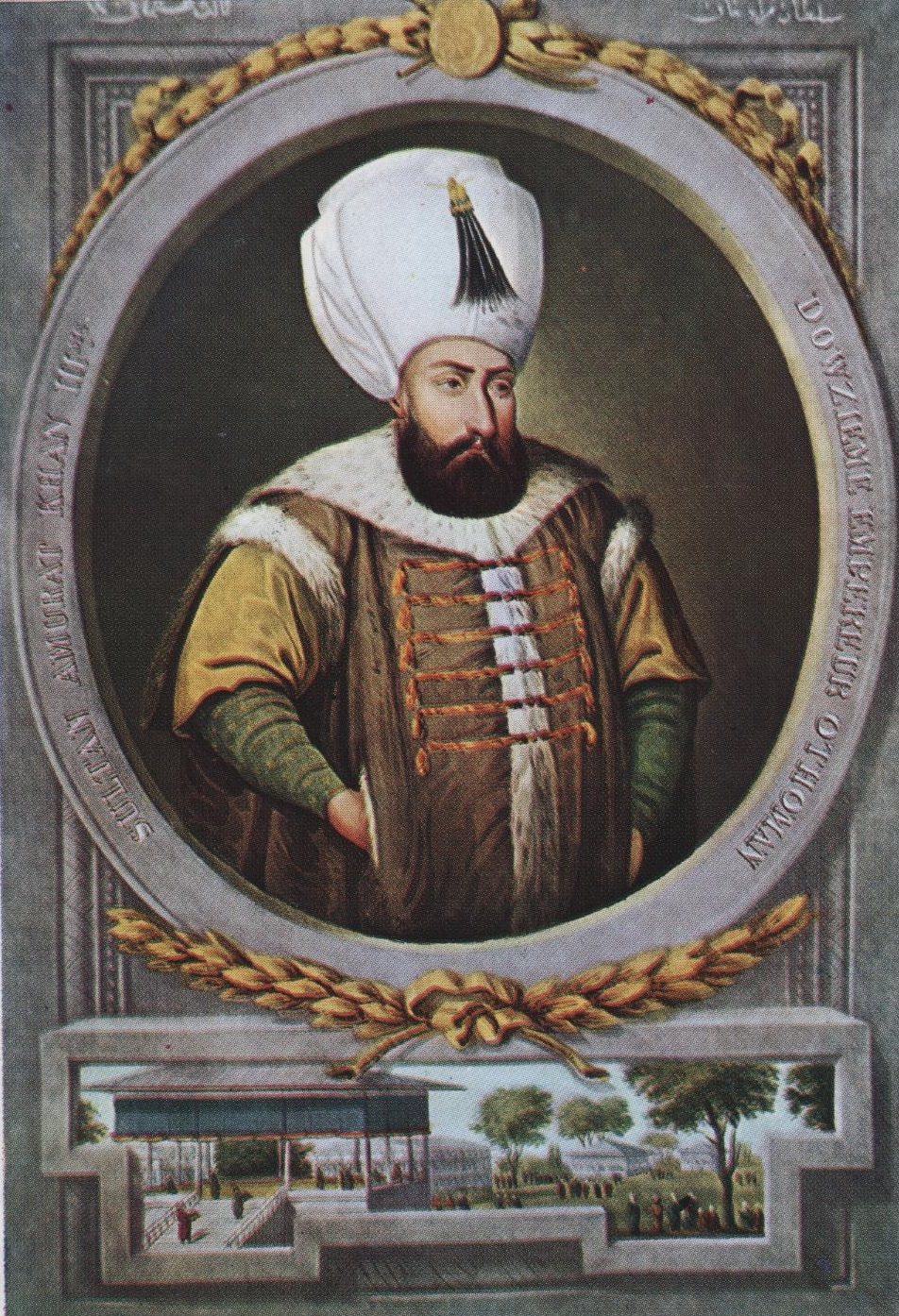
سلطان مراد ثالث
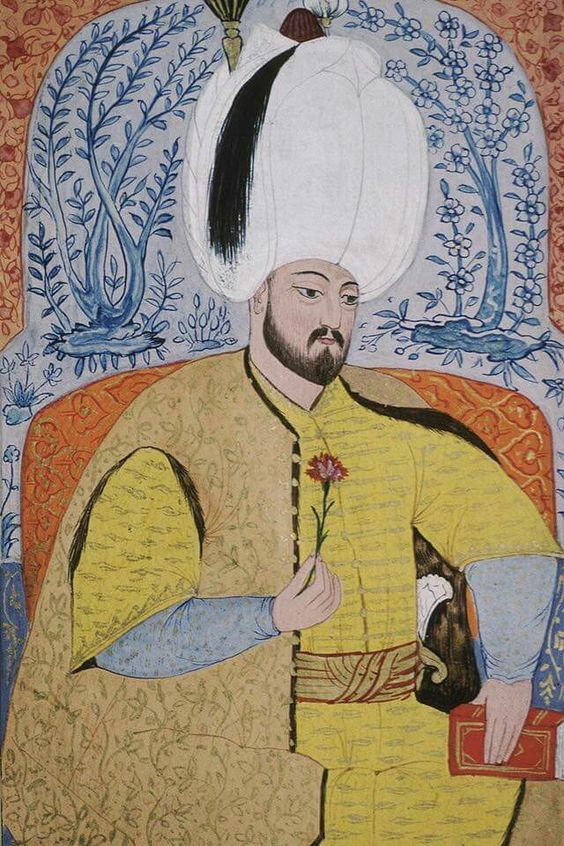
نگاره‌ای از مراد سوم
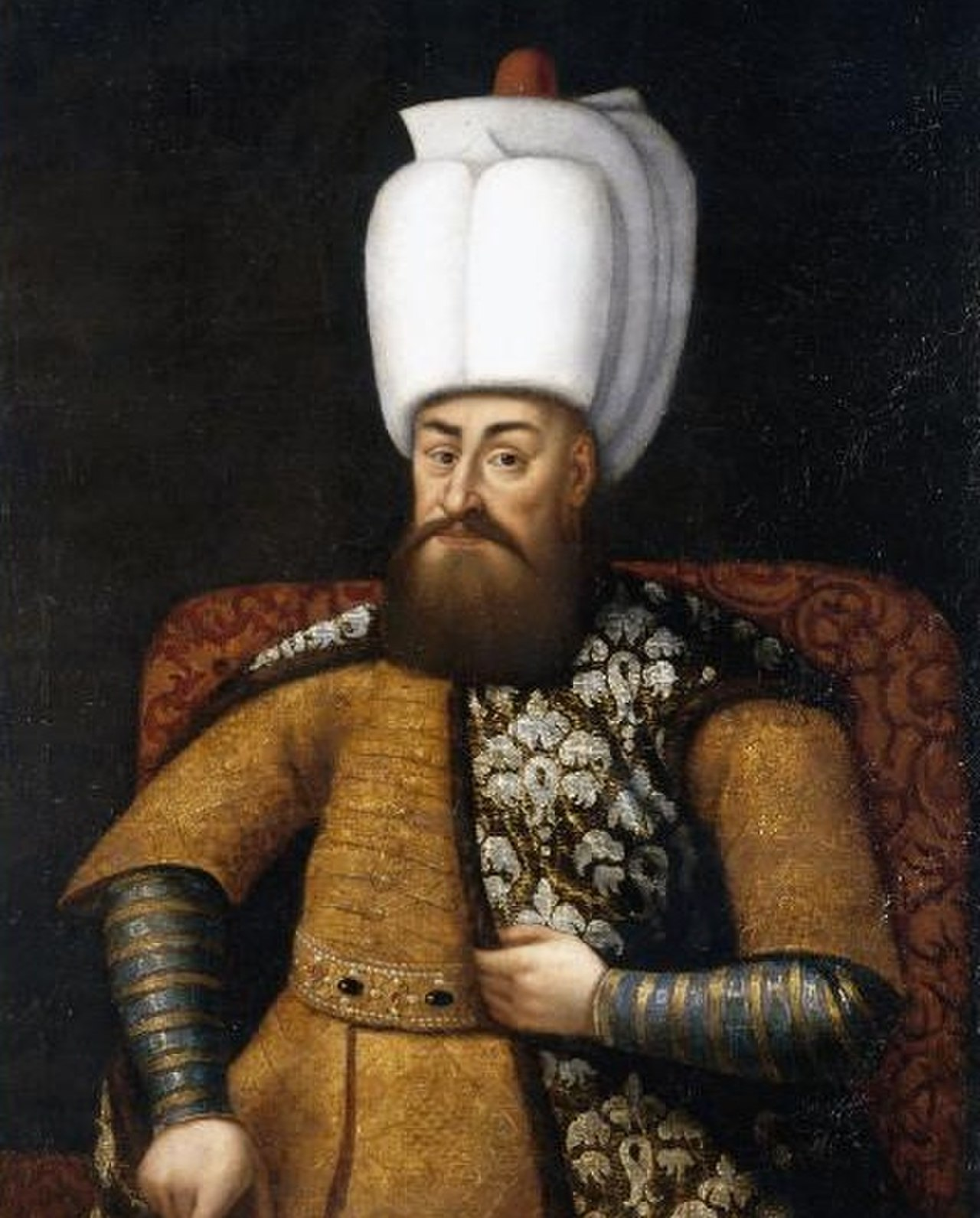
پرتره‌ای از سلطان مراد ثالث
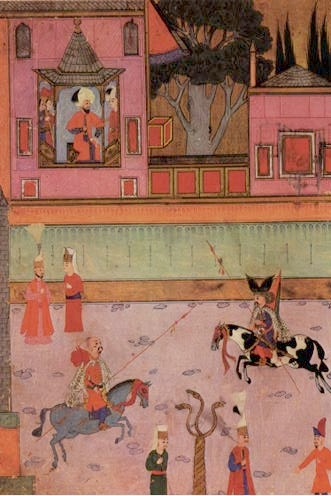
نقاشی مینیاتور از مراسم رژهٔ از دو سوار غازی در مقابل سلطان مراد سوم
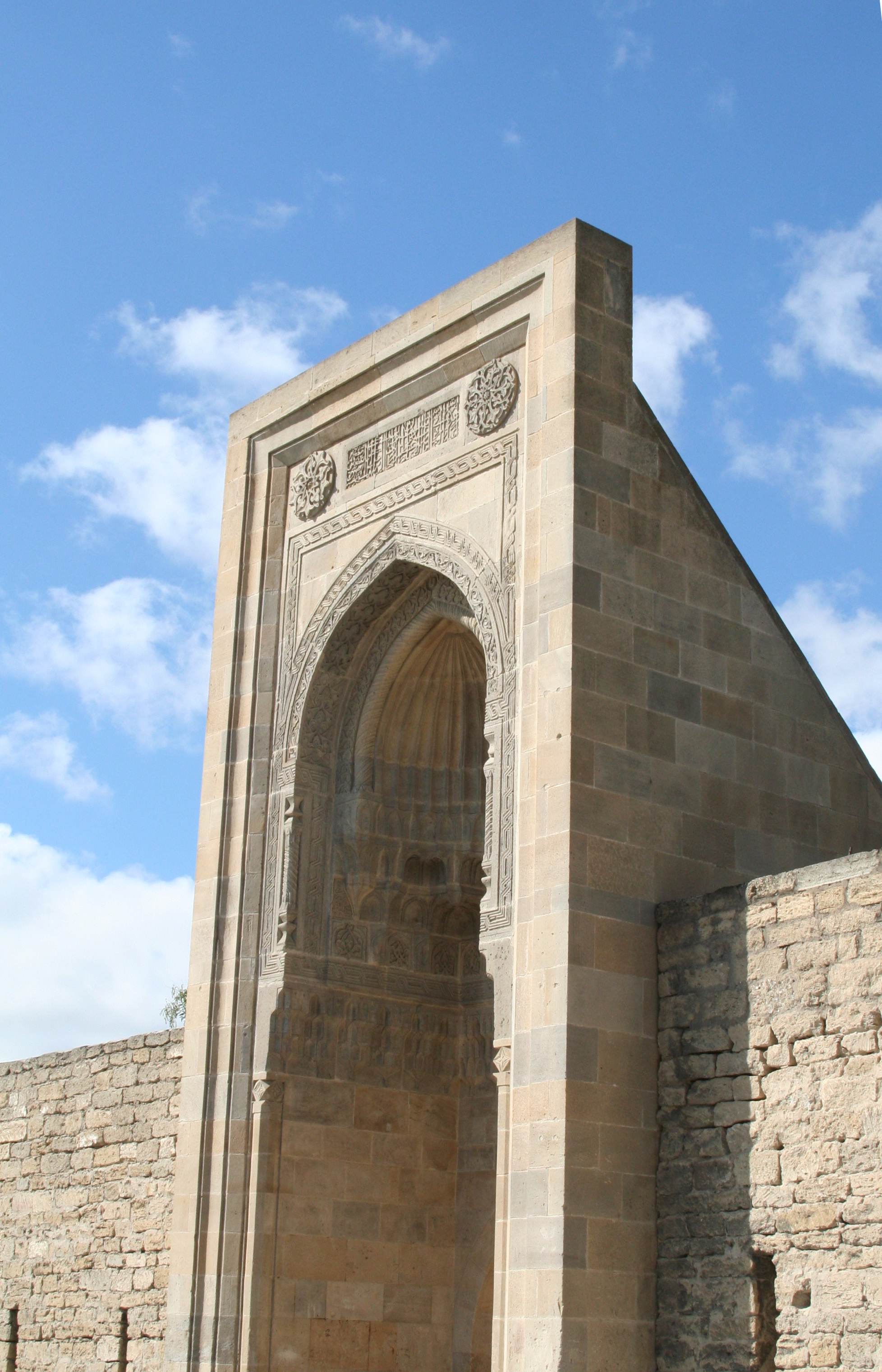
دروازه‌های کاخ شروان‌شاهان (باکو، جمهوری آذربایجان) ساخته شده در زمان سلطنت مراد سوم
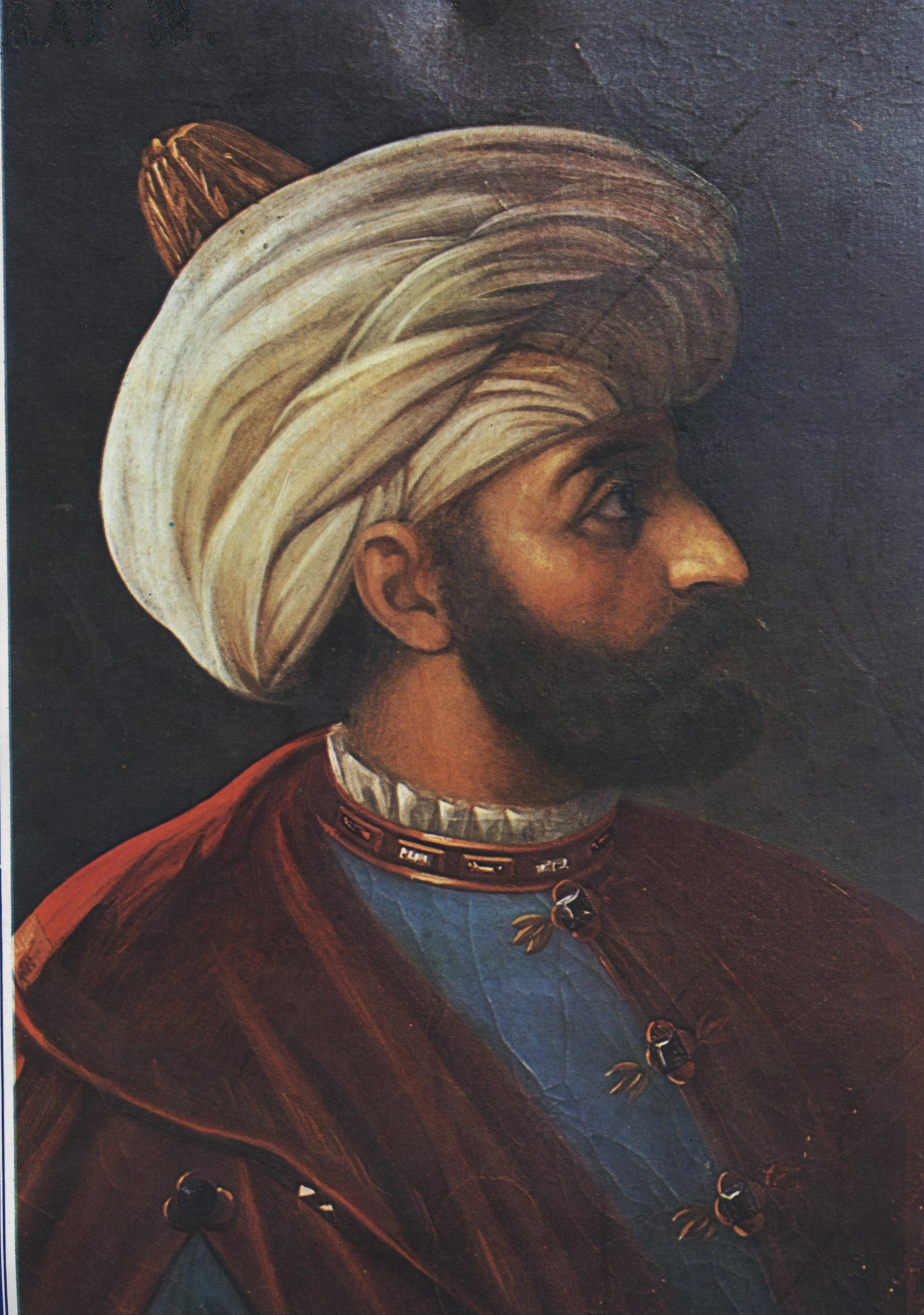
نگاره‌ای سلطان مرادخان
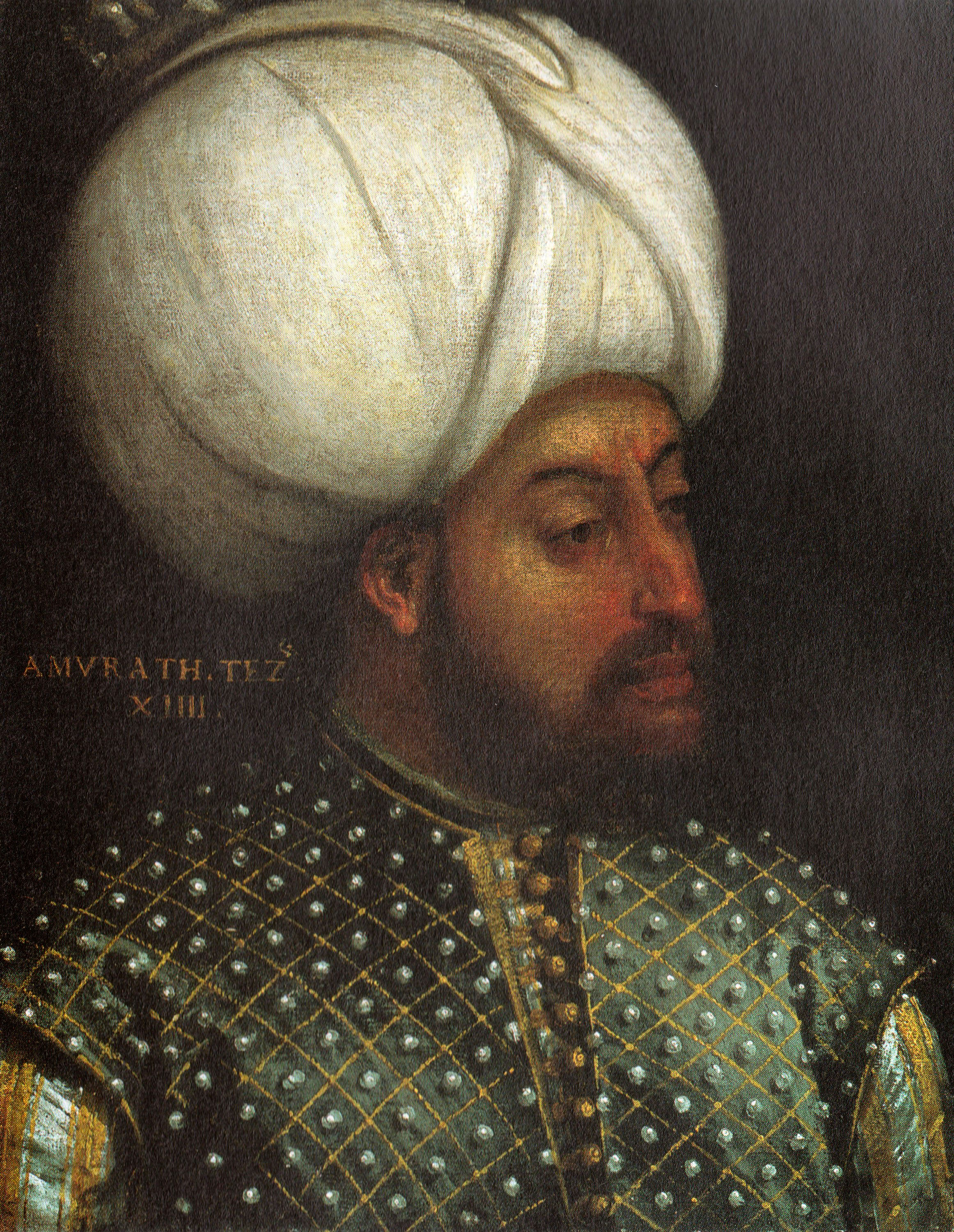
پرتره‌ای از سلطان مراد سوم، توسط پائولو ورونز
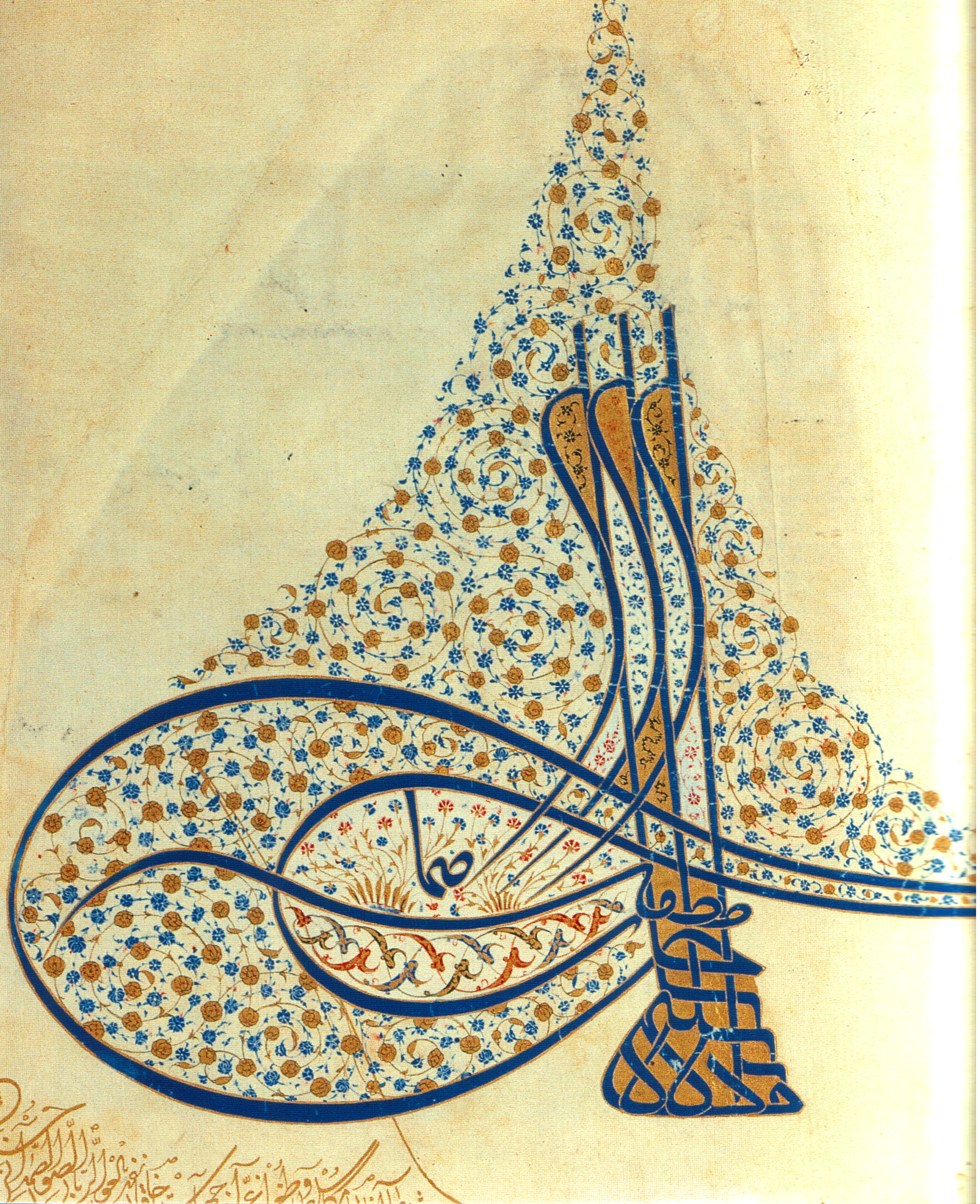
طغرای سلطان مراد سوم
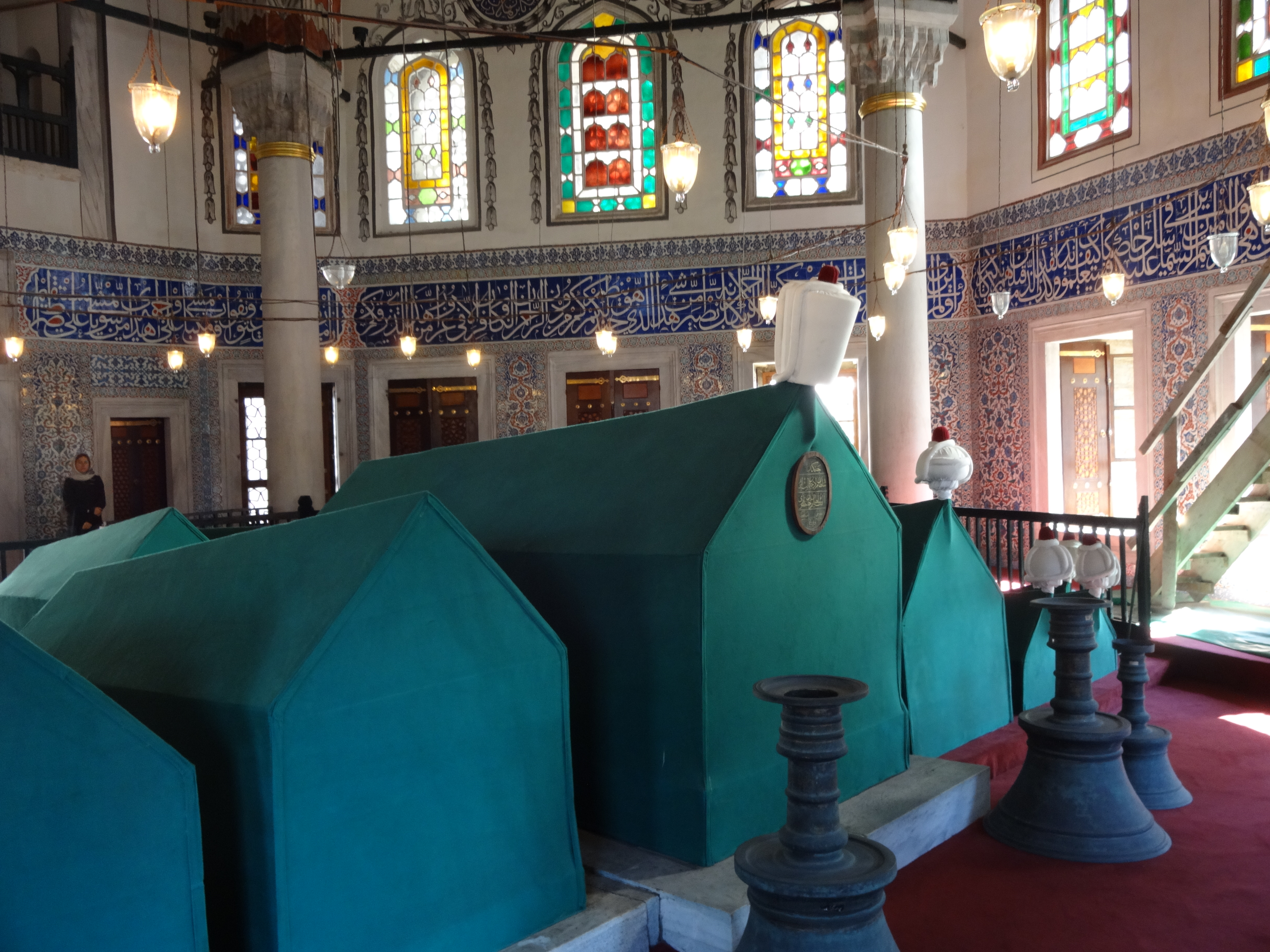
مقبره مراد سوم، مسجد ایاصوفیه، استانبول